# Cattedrale nuova di Lleida
La cattedrale dell'Assunzione di Maria Vergine (in spagnolo: Catedral de la Asunción de Nuestra Señora), detta anche Seu Nova per distinguerla dalla Seu Vella, è la cattedrale della diocesi di Lleida in Spagna.

## Storia

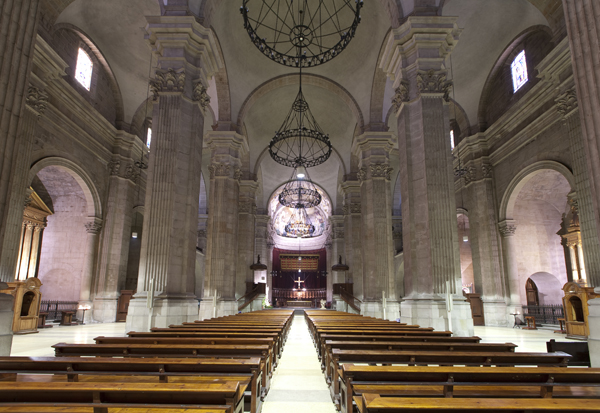
Interno della Cattedrale

Quando la città di Lleida fu conquistata dalle truppe di Filippo V (1707), i Borbone trasformarono la cattedrale vecchia in caserma spostando l'attività liturgica alla vicina chiesa di San Lorenzo. Sotto il regno di Ferdinando VI si tentò di ripristinare la cattedrale vecchia ma senza successo e il vescovo fu costretto a costruire una nuova sede. Carlo III concesse il permesso e qualche finanziamento per la costruzione della nuova cattedrale, a condizione di abbandonare ogni intenzione di recuperare la vecchia, e il 15 aprile 1761 il vescovo Manuel Macías Pedrejón posè la prima pietra della nuova cattedrale. 
La nuova cattedrale fu progettata in stile barocco da Pedro Martín Cermeño e i lavori diretti da Francesco Sabatini.
Fu consacrata nel 1781 ma considerata terminata solo nel 1790. Durante la Guerra civile spagnola venne data alle fiamme dagli anarchici comandati da Durruti.